# Mount Gimie
Der Mount Gimie ist mit 950 Metern der höchste Berg auf der karibischen Insel St. Lucia. Der Berg ist vulkanischen Ursprungs und wird von üppigem tropischen Regenwald umgeben. Die Besteigung ist nur mit einem vom Ministry of Agriculture, Forestry and Fisheries, Forestry Department (MAFFFD) lizenzierten Führer erlaubt.
Westlich vom Mount Gimie befinden sich die Pitons, die seit 2004 zum UNESCO-Weltnaturerbe zählen.